# Haplochromis megalops
Haplochromis megalops је зракоперка из реда Perciformes.

## Угроженост
Ова врста је крајње угрожена и у великој опасности од изумирања.

## Распрострањење
Ареал врсте је ограничен на мањи број држава. 
Врста је присутна у Кенији, Танзанији и Уганди.

## Станиште
Станишта врсте су језера и језерски екосистеми и слатководна подручја.